# Gambirots de la UIB
Els Gambirots de la UIB són una colla castellera universitària refundada de la Universitat de les Illes Balears. La primera etapa de la colla va estendre's del 2003 al 2001. El 28 d'abril del 2003 van celebrar el seu bateig a Palma, conjuntament amb els Xoriguers de la UdG. En la seva presentació van realitzar el pilar de 3 aixecat per sota, el 4 de 5 net, el 3 de 5 net carregat, el 2 de 5 i el pilar de 4 carregat. En aquesta primera etapa vestien camisa color blau fluix.
El 2004, els Gambirots van organitzar la primera «Setmana del Món Casteller» de la Universitat de les Illes Balears, en què hi hagué actes des del 26 d'abril a l'1 de maig. Durant la setmana es projectà la pel·lícula de temàtica castellera La teta i la lluna, de Bigas Luna, i diversos documentals del món casteller, es feu un assaig de castells i un col·loqui sobre el fet casteller a Mallorca i a la universitat. El 29 d'abril tingué lloc la Diada Castellera dels Gambirots de la UIB, on també actuaren els Ganàpies de la UAB i els Emboirats de la UVIC, i l'1 de maig es finalitzaren els actes amb una altra actuació castellera, a la plaça de Carles I, amb les mateixes tres colles universitàries i els Castellers de Mallorca. Paral·lelament, també es va organitzar una exposició fotogràfica de temàtica castellera en col·laboració amb els Al·lots de Llevant, que s'exposà del 21 d'abril al 5 de maig a l'entrada de l'edifici Ramon Llull de la UIB. El 7 de maig van fer una actuació en el marc del III Congrés d'Estudiants de Filologia Catalana, dedicat a Pere Capellà.
La colla es va refundar l'abril de 2024, batejant-se amb una actuació a Puigpunyent el 18 de gener del 2025, amb la participació dels Trempats de la UPF, dels Castellers de Tramuntana i de les Boixes i Boixos d'Eivissa. Hi van fer un pilar de 3 femení, un 3 de 5 i un pilar de 4 carregat, a banda d'un pilar de 3 de comiat.
El 12 d'abril de 2025 van celebrar el seu primer aniversari, on van realitzar un 2 de 5, 3 de 5 i un pilar de 4 carregat.
Fins al moment (16/08/2025), la nova refundació de la colla vesteix amb camisa blanca provisional.